# Lago Blackwater
O lago Blackwater (traduzível para língua portuguesa como lago da Água Preta) é um lago de água doce que se localiza nos Territórios do Noroeste no Canadá.

## Descrição
Este lago está localizado ao sul do Grande Lago do Urso, nas encostas orientais das Montanhas Franklin.
No extremo sul-oriental deste lago desagua o rio Blackwater, que aqui chega vindo de sudeste, seguindo o seu curso, depois, a partir do canto oeste do lago. Este rio depois de atravessar o lago de cujo na prática é afluente e ao mesmo tempo drena atravessa as montanhas até se encontrar com o rio Mackenzie, chegando por esta via ao Oceano Ártico.